# Linia kolejowa Mediolan – Asso
Linia kolejowa Mediolan-Asso (włoski: Ferrovia Milano-Asso) – regionalna linia kolejowa, która łączy Mediolan przez Canzo do Asso.
Zarządzanie infrastrukturą kolejową prowadzone jest przez FerrovieNord SpA, spółka zależna FNM, która posiada koncesję do 17 marca 2016.
Regionalny i podmiejski przewóz pasażerów jest prowadzony przez Trenord, który działa na podstawie umowy o świadczenie usług z regionu Lombardii i obejmuje okres 2009–2014.